# Relhania dieterlenii
Relhania dieterlenii là một loài thực vật có hoa trong họ Cúc. Loài này được K.Bremer miêu tả khoa học đầu tiên năm 1976.